# لشکر ۴۲ پیاده (ایالات متحده آمریکا)
لشکر ۴۲ پیاده (انگلیسی: 42nd Infantry Division) لشکر پیاده‌نظام نیروی زمینی ایالات متحده آمریکا است، که در سال ۱۹۱۷ تأسیس شد.
لشکر ۴۲ پیاده لشکری از گارد ملی ارتش ایالات متحده است. این لشکر به دلیل بسیج سریع برای خدمت در جنگ جهانی اول، از ۲۷ واحد گارد ملی از سراسر ایالات متحده تشکیل شد و به آن لقب لشکر رنگین‌کمان داده شد. این لشکر بین ژوئیه ۱۹۱۸ و آتش‌بس در نوامبر ۱۹۱۸ در چهار عملیات بزرگ شرکت داشت و در سال ۱۹۱۹ منحل شد. از زمان جنگ جهانی اول، لشکر ۴۲ پیاده‌نظام در جنگ جهانی دوم و جنگ علیه تروریسم خدمت کرده است.
این لشکر در حال حاضر در زرادخانه جاده گلنمور در تروی، نیویورک مستقر است. ستاد این لشکر، واحدی از گارد ملی ارتش نیویورک است. لشکر ۴۲ پیاده در حال حاضر شامل واحدهای گارد ملی ارتش از چهارده ایالت مختلف، از جمله کنتیکت، مین، مریلند، ماساچوست، میشیگان، نیوهمپشایر، نیوجرسی، نیویورک، رود آیلند و ورمونت است. از سال ۲۰۰۷، معادل ۶۷ درصد از سربازان لشکر ۴۲ پیاده در نیویورک و نیوجرسی مستقر هستند.